# サアド・サミール
サアド・サミール(アラビア語: سعد سمير、Saad Samir、1989年4月1日-)はエジプト・バンハー出身のプロサッカー選手。ポジションはDF。アル・アハリ所属。

## 来歴
2012年ロンドンオリンピックのメンバーに選出され、全4試合に出場。
2018 FIFAワールドカップを戦うエジプト代表の本大会メンバーに選ばれた。

## 代表歴

### 出場大会
- エジプト代表
  - 2018 FIFAワールドカップ

### 試合数
- 国際Aマッチ 10試合 0得点（2014年-2018年）[3]

| エジプト代表 | 国際Aマッチ | 国際Aマッチ |
| 年           | 出場        | 得点        |
| ------------ | ----------- | ----------- |
| 2014         | 2           | 0           |
| 2015         | 2           | 0           |
| 2016         | 0           | 0           |
| 2017         | 4           | 0           |
| 2018         | 2           | 0           |
| 通算         | 10          | 0           |